# 種橋潤治
種橋 潤治（たねはし じゅんじ 1950年（昭和25年）7月22日 - ）は、日本の銀行家。元三重銀行頭取。三重県商工会議所連合会会長。三重県公安委員会委員長。元三井住友銀行代表取締役・専務。三重県出身。

## 人物・来歴
三重県四日市市出身。三重県立四日市高等学校を経て、1973年名古屋大学経済学部卒業。同年住友銀行入行。三井住友銀行取締役・専務執行役員等を経て、2008年三重銀行副頭取。2009年三重銀行頭取に就任。三井住友銀行時代には、全国銀行協会企画委員長も務め、郵政民営化に対する銀行業界からの主張も行った。
林良嗣名古屋大学名誉教授は三重県立四日市高等学校の同級生。

## 経歴
- 1969年 三重県立四日市高等学校卒業
- 1973年 名古屋大学経済学部卒業
- 1973年 住友銀行入行
- 2002年 三井住友銀行 執行役員 経営企画部長、 三井住友銀行 執行役員 経営企画部長 兼 三井住友ファイナンシャルグループ企画部長
- 2004年 三井住友銀行 常務執行役員 経営企画部長 兼 三井住友ファイナンシャルグループ企画部長、三井住友銀行 常務執行役員 兼 三井住友ファイナンシャルグループ常務執行役員
- 2005年 三井住友ファイナンシャルグループ取締役
- 2006年 三井住友銀行 取締役兼専務執行役員
- 2007年 三井住友銀行 取締役兼専務執行役員（代表取締役）
- 2008年 三重銀行副頭取
- 2009年 同頭取
- 2015年 同会長
- 2016年 四日市商工会議所会頭[6]
- 2019年 三重県商工会議所連合会会長[7]、三重県公安委員会委員[8]
- 2021年 三十三銀行特別顧問[9]、三重県公安委員長[10]

## 参考資料
- 日本金融名鑑